# Alexandra van Kent
Alexandra Helen Elizabeth Olga Christabel Windsor (Londen, 25 december 1936) is de dochter van prins George en prinses Marina. Ze trouwde met Angus Ogilvy, met wie ze twee kinderen kreeg.

## Jeugd
Prinses Alexandra werd op Belgrave Square 3 in Londen geboren. Via haar ouders stamt Alexandra af van koning George I van Griekenland, tsaar Alexander II van Rusland en koning George V van het Verenigd Koninkrijk. Als kleindochter in mannelijke lijn van koning George V kreeg Alexandra bij haar geboorte de titel “Hare Koninklijke Hoogheid Prinses Alexandra van Kent”.
Ze groeide grotendeels op in Coppins, het buitenhuis van haar familie in Buckinghamshire. Tijdens de Tweede Wereldoorlog woonde ze met haar grootmoeder, koningin Mary, in Badminton House (Gloucestershire). Alexandra's vader stierf op 25 augustus 1942 bij een vliegtuigongeluk bij Caithness, Schotland, tijdens een oorlogsmissie.
Alexandra was op 20 november 1947 bruidsmeisje bij het huwelijk van haar nicht Elizabeth, de latere koningin van het Verenigd Koninkrijk.

## Huwelijk
Zelf trouwde Alexandra op 24 april 1963 met Angus Ogilvy (1928-2004). De huwelijksceremonie was in Westminster Abbey en werd bijgewoond door alle leden van de koninklijke familie. Ook werd het huwelijk op tv door tweehonderd miljoen mensen wereldwijd gevolgd. Koningin Elizabeth bood Alexandra's echtgenoot een graafschap aan, maar dat sloeg hij af. Hierdoor hebben hun kinderen geen titels. Ze kregen twee kinderen:
- James (29 februari 1964)
- Marina (31 juli 1966)

Angus stierf op 26 december 2004 aan keelkanker. Hij werd begraven op Frogmore, de koninklijke begraafplaats op het terrein van Windsor Castle.

## Koninklijke verplichtingen
Alexandra begon aan het einde van de jaren vijftig aan een uitgebreid programma van koninklijke verplichtingen. Ze representeerde de koningin tijdens verschillende officiële gelegenheden in het buitenland, bijvoorbeeld tijdens de onafhankelijkheidsvieringen in Nigeria. Voor het uitvoeren van haar koninklijke verplichtingen ontvangt Prinses Alexandra jaarlijks £ 225.000.
Alexandra is het hoofd van de Lancaster University sinds de oprichting in 1964. Ze legde deze functie neer in 2005. Alexandra is ook erelid van verschillende organisaties.

## Schandalen
Net als veel andere leden van de Britse koninklijke familie zijn Alexandra en haar gezin een aantal keer in opspraak geraakt in de pers. Dat gebeurde bijvoorbeeld toen Lonrho, het bedrijf waar Sir Angus voor werkte, betrokken raakte in een groot schandaal. De toenmalige premier, Edward Heath, sprak openlijk kritiek uit over het bedrijf. Sir Angus nam ontslag; dit was het einde van zijn carrière.
In 1989 raakten Alexandra en Angus betrokken bij een publiek schandaal rondom hun dochter. Marina was namelijk zwanger van haar vriend Paul Mowatt, een freelance fotograaf. Ze verscheen toen in het Britse blad “Today”, waarin ze haar familie bekritiseerde. Marina en Paul trouwden een jaar later. Naast Alexandra en Angus waren er geen leden van de koninklijke familie aanwezig. Later scheidde het paar weer.